# 何帆
何帆（1978年1月—），中国湖北省襄阳市人，现为中华人民共和国最高人民法院司法改革领导小组办公室规划处处长，作家，著有《大法官说了算：美国司法观察笔记》等作品，并翻译有《批评官员的尺度：纽约时报诉警察局长沙利文案》等多部法政类书籍。

## 生平
1978年出生于湖北襄樊 （今湖北襄阳） ，硕士就读于武汉大学法学院，2003年至2006年就读于中国人民大学，并获得刑法学博士学位。1999年至2000年供职于武汉市公安局巡逻民警处，2000年至2003年调任武汉市公安局经济犯罪侦查处。2006年考入中华人民共和国最高人民法院，并先后任云南省玉溪市中级人民法院刑一庭、云南省高级人民法院刑四庭助理审判员。现任中华人民共和国最高人民法院司法改革领导小组办公室规划处处长。
目前，主要从事司法改革的调研、规划及方案起草工作，是《人民法院第四个五年改革纲要（2014-2018）》、《最高人民法院关于规范上下级人民法院审判业务关系的若干意见》、《最高人民法院关于推进司法公开三大平台建设的若干意见》、《人民陪审员制度改革试点工作实施办法》、《人民法院落实〈领导干部干预司法活动、插手具体案件处理 的记录、通报和责任追究规定〉的实施办法》、《保护司法人员依法履行法定职责规定》和《最高人民法院关于互联网法院审理案件若干问题的规定》主要起草人。
业余从事法政题材作品著译，有专著、译著若干。自2015年起在清华大学法学院开设“中国司法制度和司法改革”课程。

## 荣誉
2014年，被《南方人物周刊》评选为年度“中国青年领袖”。
2016年，被中央国家机关工委评为2016年“最受欢迎的机关法治人物”。
2016年入选中央政法委、教育部“双千计划”。

## 写作及翻译
写作方面，除了著有刑事审判专业书籍之外，何帆还致力于推动法律题材作品的公共阅读，以此促进司法理念和文化的传播。何帆侧重从传奇任务或者经典案件入手，通过翻译案件历程或大法官的传记，帮助读者深入解读美国政治、司法生态。何帆主持策划了“燃灯者”书系，并主编有“美国最高法院大法官传记译丛”。
2006年受上海三联书店邀请翻译法律与文学方面的书，最终出版了第一本译著《作为法律史学家的狄更斯》。由此开始对翻译法律与文学方面书籍产生兴趣。2009年受上海三联书店编辑邀请翻译了《九人：美国最高法院风云》一书。2011年受北大出版社之邀翻译安东尼·刘易斯关于“《纽约时报》 诉沙利文”一案一书。
2010年在《新京报》开设“彼岸司法”专栏,介绍美国最高法院最新案例，亦曾在《南方周末》、《南方都市报》、《看历史》等报刊杂志亦开有专栏。2013年开设微信公众号“法影斑斓”，推广政法新知，分享书情影讯。

## 著作
（含合著、译著）

### 作品
- 《一个伪知识分子的警察生涯》，广西师范大学出版社，2004，ISBN 9787563350520 （页面存档备份，存于）
- 《刑法修正案中的经济犯罪疑难解析》，中国法制出版社，2006，ISBN 7802266327 （页面存档备份，存于）
- 《刑事没收研究：国际法与比较法的视角》，法律出版社，2007，ISBN 9787503671289 （页面存档备份，存于）
- 《刑民交叉案件审理的基本思路》，中国法制出版社，2007，ISBN 9787802268012 （页面存档备份，存于）
- 《中华人民共和国刑法注释书》，中国法制出版社，2011，ISBN 9787509327043 （页面存档备份，存于）
- 《大法官说了算：美国司法观察笔记》，法律出版社，2016，ISBN 9787509378045 （页面存档备份，存于）

### 译著
- 《作为法律史学家的狄更斯》，上海三联书店，2009，ISBN 9787542630445 （页面存档备份，存于）
- 《九人：美国最高法院风云》，上海三联书店，2010，ISBN 9787542632012 （页面存档备份，存于）
- 《批评官员的尺度：纽约时报诉警察局长沙利文案》，北京大学出版社，2011，ISBN 9787301188736 （页面存档备份，存于）
- 《大法官是这样炼成的：哈里.布莱克门的最高法院之路》，中国法制出版社，2011，ISBN 9787509328873 （页面存档备份，存于）
- 《法官能为民主做什么》，法律出版社，2012，ISBN 9787511835185 （页面存档备份，存于）
- 《谁来守护公正：美国大法官访谈录》，北京大学出版社，2012，ISBN 9787301215340 （页面存档备份，存于）
- 《美国最高法院通识读本》，译林出版社，2013，ISBN 9787544737043 （页面存档备份，存于）
- 《五位首席大法官：最高法院杂忆》，上海三联书店，2014，ISBN 9787642642928 （页面存档备份，存于）
- 《到法学院学什么》，北京大学出版社，2014，ISBN 9787301251027 （页面存档备份，存于）
- 《法官能为法治做什么》，北京大学出版社，2015，ISBN 9787301251027 （页面存档备份，存于）
- 《法官裁判文书写作指南》，中国民主法制出版社，2015，ISBN 9787516209752 （页面存档备份，存于）
- 《十二怒汉》，译林出版社，2017，ISBN 9789544771146 （页面存档备份，存于）